# Dionisio Ridruejo
Dionisio Ridruejo Jiménez (El Burgo de Osma, Soria, 12 de octubre de 1912-Madrid, 29 de junio de 1975) fue un escritor y político español perteneciente a la generación del 36 o primera generación poética de posguerra.
Miembro temprano de la Falange Española de José Antonio Primo de Rivera, durante la Guerra Civil fue responsable de propaganda en el bando franquista. Abrazador de un discurso abiertamente totalitario, marchó como voluntario de la División Azul durante la Segunda Guerra Mundial; a su vuelta reprochó a Franco en una carta no apostar decididamente por el fascismo.
Resultado de sus tensiones con el régimen, fue encarcelado y llegó a exiliarse; durante la dictadura, acabaría experimentando una transición ideológica que le acabó situando en posiciones críticas con Franco. Igualmente, se fue aproximando a la socialdemocracia o a un «liberalismo socializante».

## Biografía
Nació el 12 de octubre de 1912 en la localidad soriana de El Burgo de Osma, hijo de un comerciante de posición desahogada y de una ama de casa, sobrina de su marido. Fue el quinto de seis hermanos, de los cuales los dos mayores murieron muy pronto. Su padre —fallecido en 1915, cuando Dionisio tenía tres años— se hizo cargo de la sucursal que el negocio comercial y bancario abierto en Soria estableció en el Burgo, iniciando un sistema de proliferación (promover hasta 35 filiales en Castilla) que duró hasta que Dionisio tuvo veinte años.
Estudió con los maristas en Segovia y luego con los jesuitas en Valladolid y en Madrid. Ingresó en la Universidad María Cristina de San Lorenzo de El Escorial para estudiar la carrera de Derecho, en régimen de internado; la terminó en la Universidad Central Madrileña en junio de 1935.
Participante de las tertulias del grupo literario de La ballena alegre, fue uno de los integrantes que se sumaron al llamado Movimiento Español Sindicalista fundado por José Antonio Primo de Rivera, embrión de Falange Española (FE). De educación tradicional y religiosa, a los veintiún años, en 1933, Dionisio se afilió a FE, como uno de los primeros seguidores de José Antonio Primo de Rivera (al que conoció en 1935), y ocupó cargos políticos; se le deben dos versos de la letra del himno falangista Cara al sol («Volverán banderas victoriosas / al paso alegre de la paz»). Avanzada su vida escribirá en 1957, por el contrario, un Himno a la libertad («Adelante… / al combate que funda la paz, / al trabajo que gana la tierra / en el nombre de la libertad»).
Como luego dirá de su mocedad: «Mi conocimiento de las realidades políticas y sociales era sumario», y con los años fueron llevándole «a conclusiones muy alejadas de mis apriorismos juveniles, más bien recibidos por influencia que conquistados por reflexión».

### Guerra Civil
Tras el estallido de la Guerra Civil se unió al bando sublevado. A finales de 1936 el líder falangista Manuel Hedilla le nombró jefe provincial de Falange en Valladolid, en sustitución de Andrés Redondo —hermano del fallecido Onésimo Redondo—. A comienzos de 1937 fue brevemente detenido por órdenes de Franco —junto a otros como José Antonio Girón de Velasco o Javier Martínez de Bedoya— por la distribución no autorizada de un discurso reproducido de José Antonio Primo de Rivera.
En junio de 1937 encabezó junto con Carmen de Icaza una comitiva falangista que viajó a la Alemania nazi, asistente en Hamburgo a un acto de la organización Kraft durch Freude (KdF) y que después tuvo una breve recepción con Adolf Hitler en Berlín. Amigo desde la juventud de Antonio Tovar (estudiaron juntos en la María Cristina de El Escorial), Ridruejo cedió a este las competencias de radio que recibió de Ramón Serrano Suñer, ministro del Interior, a comienzos de 1938, tras la formación del primer gabinete franquista. Hombre próximo a Serrano Suñer, el 2 de marzo de 1938 fue nombrado jefe nacional de Propaganda. Llegaría a ser conocido como el Goebbels español. Notable orador que habría dispuesto de la mejor oratoria entre los falangistas después de la de José Antonio según Stanley G. Payne, trató igualmente durante su control de la sección de Propaganda de conservar las formas poéticas del fallecido líder falangista.

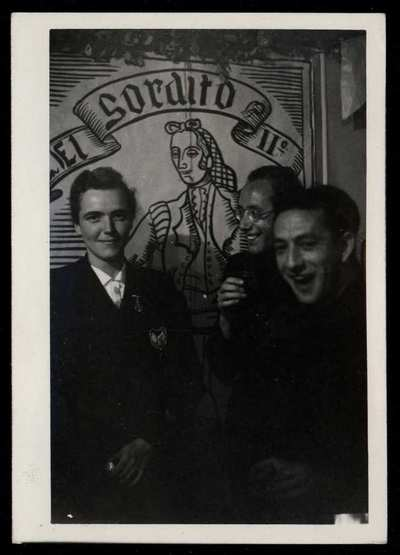
Ridruejo, a la derecha de la imagen, recibe en Burgos a la delegada femenina de las Juventudes Hitlerianas, 22 de octubre de 1938.

Designado en junio de 1938 parte de la comisión de tres miembros —junto con Pedro Gamero del Castillo y Juan José Pradera— encargada de redibujar el papel de FET-JONS, abogó por la implantación de un Estado completamente totalitario. También se opuso a la desmesurada preponderancia de la Iglesia en los planes educativos, contrariando al ministro de Educación Pedro Sainz Rodríguez. Con la reestructuración ministerial de comienzos de 1939, mantuvo el control de las competencias de Propaganda, pero a partir de entonces desde el nuevo cargo de director general. Su cese formal —ya había dejado de ejercer como tal meses atrás— como director general de propaganda tuvo lugar por decreto de 1 de mayo de 1941 del Ministerio de la Gobernación, y se acabaría publicando en el Boletín Oficial del Estado simultáneamente con el cese de Antonio Tovar. Llegó a colaborar con la revista Jerarquía, así como con el diario falangista Arriba España.
En octubre de 1938 realizó un viaje a la Italia fascista, durante el cual mantuvo diversos encuentros con jerarcas del régimen de Mussolini. Firmó un acuerdo con Dino Alfieri, el todopoderoso ministro de Cultura Popular, por el cual se establecían las bases para la coproducción de películas comerciales entre ambos países.
Tras el final de la contienda fundó junto con Pedro Laín Entralgo la revista Escorial, baluarte del movimiento poético conocido como garcilasismo o poesía arraigada, del que él mismo formó parte. Rescató desde sus páginas la poesía de Antonio Machado (un amante de su natal tierra soriana) y en octubre de 1940 escribió el prólogo para una edición de las Obras completas del poeta fallecido en el exilio; la publicación en 1941 de la obra generó tensiones en el gobierno, llegando a solicitar Juan Vigón la censura de esta. Sin embargo, la protección de la tertulia falangista Musa Musae, presidida por su hermano Manuel Machado, sirvió para impedirlo.

### Dictadura franquista, primeros años
Dionisio Ridruejo participó en 1940 en la fundación de la tertulia falangista conocida como Academia Musa Musae, donde leyó algunas de sus obras. El 13 de septiembre de ese mismo año, Ramón Serrano Suñer parte hacia Alemania como enviado especial de Franco, acompañado de un grupo de personas inclinadas en favor del nacionalsocialismo. En este séquito figuraban Demetrio Carceller Segura junto con Miguel Primo de Rivera, Antonio Tovar, Manuel Halcón, Manuel de Mora-Figueroa y el propio Dionisio Ridruejo. Allí se entrevista con jerarcas y ve cómo combaten y cómo se organizan cinematográficamente en los estudios de la Universum Film AG.

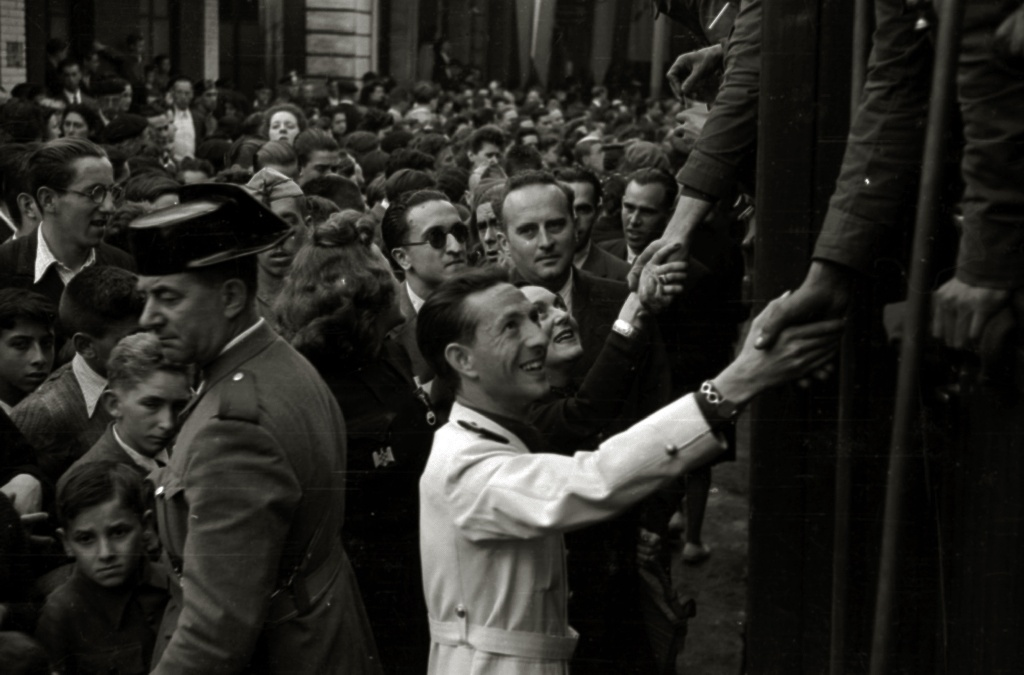
Ridruejo en la Estación del Norte de San Sebastián, en una bienvenida a voluntarios de la División Azul.

En un artículo de Arriba publicado en el 29 de octubre de 1940 —«La patria como síntesis»— Ridruejo llegó a definir a la Falange como totalitaria, minoritaria, exclusiva y unitaria. En 1941 marchó como soldado raso voluntario a la División Azul que fue a luchar a la Unión Soviética junto a las tropas alemanas. «Los años 1940 y 1941 fueron los más contradictorios, desgarrados y críticos de mi vida». Escribió en el Frente Oriental artículos que enviaba al diario Arriba firmados con el pseudónimo de Andrés Oncala. A su vuelta, sin embargo, se enfrentó con el régimen del general Francisco Franco, porque el dictador se comportaba como un gobernante revanchista que, más que seguir las líneas de la revolución falangista, se entregaba a las corrientes más conservadoras y pretendía destruir a los adversarios. Como el propio Ridruejo escribió, Franco fingía «la suprema defensa de nuestra generación» mientras entonaba «el cántico de los derechos incondicionales» y predicaba «una especie de revanchismo deportivo, dando a la honrosa tarea del Poder una categoría de pago de gratificaciones». 

Lo cierto es que la División en bloque —sin que en ello participe conscientemente la mayor parte de la oficialidad, que es lo más grave— siente una especie de conciencia mesiánica: somos casi todos falangistas desilusionados, disconformes de cómo van las cosas en la España reaccionaria y quietista que se nos ha organizado. (...) Fríamente considerados —desde un criterio de Ministerio de Estado—, somos el precio de la neutralidad.
Dionisio Ridruejo, Cuadernos de Rusia.

Su discrepancia la expuso en persona al propio Franco: lo acusó de utilizar a la Falange hasta la traición, le explicó que el mando no legitima todo y que, en lugar de encarnar la revolución, pretendía ser un árbitro entre fuerzas contradictorias, no consiguiendo sino un régimen político impopular que solo administraba el hambre, cedía ante las presiones eclesiásticas, sostenía una justicia arbitraria y se sostenía gracias a un ejército opresor. Concluyó diciendo que el «Régimen se hunde como empresa aunque se sostenga como tinglado».
Ridruejo, al igual que otros divisionarios como José Manuel Castañón y Luis Romero, y a pesar de su ulterior evolución democrática, mantendría que los voluntarios no se habrían equivocado allá por 1941.
Tras enviar una carta a Franco con fecha de 7 de julio de 1942, en la que reprochaba a este la falsificación del ideal falangista, se trasladó a la sierra de Gredos, lugar de retiro donde meditó sobre su idea de España, y escribió la serie de poemas, con fecha de julio de 1942, Serranía.

### Opositor al Régimen
Descontento con el Régimen por su falta de carácter falangista, rompe con él en el año 1942. Enseguida abandona la Falange y deja todos sus cargos públicos, como se lee en una carta a Serrano Suñer, quien, por demás, lo llamó "falangista ortodoxo o utópico". Este comentó asimismo más tarde el significado que entonces tuvo el hecho:
Acto de valor -insólito- había sido ya en el año 1942 su renuncia a todos sus cargos políticos; luego, la defensa de sus convicciones políticas discrepantes, cuando la discrepancia era considerada como traición, sin doblegarse ni ante el procesamiento, la cárcel, el confinamiento o el exilio; su incorporación a la División Azul a pesar de su precaria salud, o su estancia, enfermo, en los Estados Unidos, explicando Historia de la Literatura y de la Civilización Españolas -Universidades de Madison y Austin- para tratar de apuntalar así su maltrecha economía. Y él todo lo hacía sin envanecerse ni dolerse, porque la sencillez fue otra de sus constantes: ni vanidad ni falsa modestia. Así, preguntado un día en qué concepto tenía su valía como poeta contestó: "Me tengo por un poeta decoroso". Otra vez Laín le habló de llevarlo a la Academia: "No, no me veo académico", respondió.
Esta crisis personal, que compartió con otros muchos falangistas, está plasmada en su poema "Umbral de la madurez", escrito en 1943:
Recuerda, camarada, aquellos días que nos están envejeciendo / aquellos que han anticipado nuestra desalentada prudencia. / No llores, no maldigas, no te vuelvas airado contra tu corazón... / recuerda, simplemente. Puesto que ya eres hombre / compórtate como hombre. / Recuerda aquellos días: morir era tan bello como vivir: / ¡vida y muerte eran fuentes de glorias semejantes...! / Luchabas, sí, luchabas. Recuerda solamente. / Era todo verdad. El amor era aquello: / la ansiedad fundidora de la única belleza... / Y si has de llorar, vertiendo las cenizas de tu sangre sobre las cenizas del empeño maltrecho y remoto, / busca la soledad y ríndete en silencio.
Es desterrado casi cinco años a varias ciudades, entre ellas Ronda y San Cugat del Vallés, en 1947. Se ha iniciado su reeducación. En 1947 denuncia la situación política en un Informe confidencial entregado al general Franco.
En enero de 1949 aparece su primera crónica en el diario Arriba enviada desde Roma, corresponsalía que mantendrá hasta su vuelta a Madrid, en junio de 1951. En 1950 le es concedido el Premio Nacional de Literatura Francisco Franco por su libro En once años.
Desde 1951 reside en Madrid dedicándose a dar conferencias luchando por liberalizar el régimen de Franco. A pesar de todo, su pertenencia a los antiguos combatientes franquistas le permite una libertad de actuación que nunca habrían podido gozar los antiguos republicanos. Escribe libros, artículos y colaboraciones periodísticas pagadas que le permiten subsistir, pese a las dificultades que va sufriendo. El equipo que constituyó en sus años de jerarca falangista (Gonzalo Torrente Ballester, Xavier de Salas, Juan Ramón Masoliver, José María Fontana, Samuel Ros, Román Escohotado, Carlos Sentís, Antonio de Obregón, Martínez Barbeito, Edgar Neville, Luis Escobar, Leopoldo Panero, Manuel Augusto García Viñolas, Pedro Laín Entralgo, Luis Rosales, Luis Felipe Vivanco, etc…), «el menos sectario de cuantos se constituyeron durante la guerra» según él, siempre estuvo, de una u otra forma, para echarle una mano. Entonces se da cuenta de que la única forma de liberalizar el régimen franquista es unirse a la oposición democrática.
En 1956 participa en la plataforma Acción Democrática. Es encarcelado por participar en un movimiento de escritores jóvenes; allí colabora con militantes del PCE sin saberlo, pues mantienen en secreto su militancia (entre ellos destacan Enrique Múgica, Ramón Tamames y Javier Pradera). En 1957 denuncia la situación española en unas declaraciones a la revista cubana Bohemia y por ello vuelve a la cárcel; cuando se le pregunta qué mantenía a Franco en el poder, contesta: «Le mantiene en el poder el miedo a la revisión sangrienta: es un miedo apoyado en la mala conciencia de haber abusado, de haber ido demasiado lejos. Le sostiene también el amplio sindicato de intereses —intereses no sólo económicos sino de poder y comodidad— que él ha cuidado con gran realismo».
Acusado de haber fundado el grupo político Acción Democrática, se le encarceló otra vez y se le sometió a dos procesos. Ejerció la docencia en Estados Unidos a principios de los años sesenta. Dirá en 1961 que no se ha callado porque «me equivoqué, esto es, porque intervine una vez (sin duda con insignificancia) en el proceso histórico español, me considero comprometido con ese proceso».
En 1962 acudió al IV Congreso del Movimiento Europeo en Múnich entre dirigentes de la oposición del interior y del exilio, bautizado por la prensa oficial como «contubernio de Múnich»; un año antes había tenido que publicar en Buenos Aires su libro Escrito en España, que la censura no dejó publicar en la Península. Tras la reunión de Múnich no pudo volver a España y se exilió en París desde 1962 hasta 1964. Durante ese periodo mantiene una correspondencia epistolar con su esposa, que se edita con el nombre de Cartas íntimas desde el exilio. El 24 de junio de 1964 fue juzgado por el Tribunal de Orden Público por propaganda ilegal, siendo condenado a seis meses de prisión y 10 000 pesetas de multa.
En 1968-1969 da clases en Madison (Wisconsin) y en la Universidad de Austin (Texas). Desde 1971 prodiga entrevistas en las que expone su oposición al Régimen. Empieza a colaborar en la revista Destino de un modo regular.
En 1974 refundó su viejo partido con nuevos nombres, llamándolo Unión Social Demócrata Española (USDE), de planteamientos reformistas que propugnaban una democracia social más allá de la democracia cristiana de su amigo Joaquín Ruiz-Giménez, con otros contactos socializantes. De hecho, en noviembre fue detenido con Felipe González, Antón Cañellas y José María Benegas. En mayo de 1975 habla con Joaquín Ruiz-Giménez y Felipe González para constituir una Plataforma de Convergencia Democrática.

### Vida privada
Tuvo relaciones algo tumultuosas con Marichu de la Mora (madre del director de cine Jaime Chávarri) y con la condesa von Podevils (Hexe), que rompió en 1943. Se casó con Gloria de Ros el 26 de junio de 1944 y se fueron de viaje de bodas a Palma de Mallorca. «En el castillo de Bellver se entrevistó, dos o tres días después de la llegada, con Manuel Hedilla, confinado en la isla desde hacía varios años. En esta entrevista intercambiaron Ridruejo y Hedilla puntos de vista sobre la política del momento y la historia truncada de Falange». El matrimonio tuvo dos hijos, Gloria y Dionisio. Ella fue su gran apoyo en los años de ostracismo, desde que empezó a mostrar sus discrepancias con el régimen franquista, y a partir de mediados de los años 50 en su lucha por restaurar la democracia en España. Juntos tradujeron del catalán El cuaderno gris. Dietario, de Josep Pla. La prematura muerte de su marido hizo que se encargarse de las anotaciones de algunos de sus poemas, que iban a ser publicados en la Editorial Castalia.

### Muerte
La salud de Ridruejo siempre había sido delicada, aunque la razón no se conoció con exactitud hasta días antes de su muerte, cuando se supo que padecía insuficiencia coronaria. Internado en la clínica de la Concepción de Madrid a la espera de ser operado de una insuficiencia coronaria, falleció en la madrugada del 29 de junio de 1975. Fue enterrado en el cementerio de la Almudena. Al contrario que otras muchas que no quisieron adquirirlo, el respeto que su figura solitaria supo ganar por parte de ambas Españas llega hasta un escritor como Juan Benet, que colaboró con él y dedicó un artículo muy elogioso e informado a su muerte.

### Actualidad
Las investigaciones sobre Dionisio Ridruejo han experimentado un gran empuje en el siglo XXI. Un tomo autobiográfico valioso, por su escritura y su claridad de análisis, Casi unas memorias —que aparecieron montadas cronológicamente en 1976 a cargo de César Armando Gómez—, fue del todo reordenado por Jordi Amat en 2007: dejó la forma de cada uno de los textos que lo componen, añadió unos importantes Recuerdos familiares así como muchos documentos fundamentales (reeditado en 2012). Francisco Morente Valero ha publicado en 2006 una monografía fundamental: Dionisio Ridruejo: del fascismo al antifranquismo.
Jordi Gracia García, por su parte, se ha ocupado de Ridruejo en tres libros: la recopilación de textos de signo autobiográfico titulada Materiales para una biografía (2005), El valor de la disidencia. Epistolario inédito de Dionisio Ridruejo (2007) y La vida rescatada de Dionisio Ridruejo (2008), su biografía. Además, con Jordi Amat ha recuperado unas inéditas Cartas íntimas desde el exilio (2012), epistolario dirigido a su esposa, Gloria de Ros. Aparte de su calidad como escritor, defiende su valía moral porque «asume como responsabilidad ética y biográfica sus errores políticos de juventud y primera madurez, y dibuja así una trayectoria infrecuentísima de reparación: su capacidad analítica, su veracidad ética, su integridad moral y su don de prosa cristalizan en una figura histórica muy rara. Y además murió sin poder disfrutar de nada de lo que contribuyó a reparar».

## Obra
Como poeta, Ridruejo puede adscribirse a la que Dámaso Alonso llamó poesía arraigada: cultiva en la mayor parte de su obra el estrofismo clásico y usa una lengua pura y clara. Posee una gran serenidad formal propia de la estética garcilasista y es un maestro en la forma del soneto, para el cual poseía una gran facilidad. Fue autor juvenil de dos versos del Cara al sol. Sus comienzos poéticos deben algo al modelo machadiano; sus temas preferentes son el amoroso, la naturaleza, los sentimientos religiosos y patrióticos y el arte y la literatura. En sus últimos años toma el rumbo íntimo de los recuerdos. 
Fuera de su poesía y su prosa, escribió la pieza dramática en tres actos Don Juan y un texto autobiográfico, Casi unas memorias. Con fuego y con raíces. Los dos volúmenes de su extensa guía de viaje Castilla la Vieja se han convertido en uno de los clásicos del género.

### Obra poética
- Plural, Segovia, Imprenta El Adelantado, 1935.
- Primer libro de amor, Barcelona, Yunque, 1939.
- Poesía en armas, Madrid, Ediciones Jerarquía, 1940.
- Fábula de la doncella y el río, Madrid, Editora Nacional, 1943.
- Sonetos a la piedra, Madrid, Editora Nacional, 1943.
- En la soledad del tiempo, Barcelona, Montaner y Simón, 1944.
- Poesía en armas. Cuaderno de la campaña de Rusia, Madrid, Afrodisio Aguado, 1944.
- Elegías (1943-1945), Madrid, Adonais, 1948.
- En once años. Poesías completas de juventud (1935-1945), Madrid, Editora Nacional, 1950. (Premio Nacional de Literatura, 1950).
- Hasta la fecha. Poesías completas (1934-1959), Madrid, Aguilar, 1961.
- Cuaderno catalán, Madrid, Ediciones de la Revista de Occidente, 1965.
- 122 poemas. Antología, Buenos Aires, Losada, 1967.
- Casi en prosa (1968-1972), Madrid, Ediciones de la Revista de Occidente, 1972.
- En breve. Hojas de un cancionero inédito, Málaga, Litoral, 1975.

### Obra en prosa
- «En los setenta años de don José Ortega y Gasset». Revista (Barcelona). 26 de febrero de 1953. (Premio Mariano de Cavia de 1953)[n. 4]
- Cuadernos de Rusia, Diario 1941-1942, última edición: Editorial Fórcola.
- En algunas ocasiones, Madrid, Aguilar, 1960, ensayos.
- Escrito en España, Buenos Aires, Losada, 1962. CEC, 2008 ISBN 978-84-259-1425-6
- Castilla la Vieja, Barcelona, Destino, 2 vols. 1973 y 1974. Ávila ISBN 978-84-944455-4-5 (tapa dura) y 978-84-944455-5-2 (tapa blanda); Burgos 978-84-944455-6-9; Segovia 978-84-945765-0-8; Soria 978-84-943632-9-0
- Diario de una tregua
- Memorias de una imaginación, novela inédita.[65]
- Entre literatura y política, Madrid, Seminarios y Ediciones, 1973. ISBN 84-299-0043-8
- Casi unas memorias, edición de César Armando Gómez, Barcelona, Planeta, 1976. Reordenado después por Jordi Amat, ha aparecido en Barcelona, Península, 2008, con nuevos materiales; la última edición es de 2012. ISBN 978-84-9942-194-0
- Sombras y bultos, Barcelona, Destino, 1977.
- Materiales para una biografía, selección y prólogo de Jordi Gracia, Madrid, Fundación Santander Central Hispano, 2005, ISBN 84-89913-63-3
- El valor de la disidencia. Epistolario inédito de Dionisio Ridruejo, ed. de Jordi Gracia, Barcelona, Planeta, 2007.
- Cartas íntimas desde el exilio, Fundación Santander, 2012, ISBN 978-84-92543-36-6
- Cataluña, Madrid, Clave, 1967, 215 pp.
- Ciudades, Madrid, Prensa Española, 1983, 277 pp.
- Crónicas y comentarios, 1943-1956, Aguilar, 1960
- Dentro del tiempo. Memorias de una tregua, Barcelona, Arión, 1960, 182 pp.
- Diario de una tregua, Barcelona, Destino, 1972, 242 pp.
- Ecos de Munich. Papeles políticos escritos en el exilio, RBA, 2012, 240 pp.
- España 1963. Examen de una situación, París, 1963, 42 pp.
- Vueltas sin regreso. Cartas (Max Aub y Dionisio Ridruejo), Madrid, Instituto Cervantes, 2018, 124 pp.

### Teatro
- Don Juan (1945-1946)
- El pacto con la vida, publicado en la revista Fantasía
- La fundación del reino (inédita)
- Europa y el mundo de hoy, Madrid, Guadarrama, 1959, 482 pp.